# Fusulculus
Fusulculus is een geslacht van weekdieren uit de klasse van de Gastropoda (slakken).

## Soorten
- Fusulculus albus Bouchet & Vermeij, 1998
- Fusulculus crenatus Bouchet & Vermeij, 1998